# Park Jana Kasprowicza w Poznaniu
Park Kasprowicza – park w Poznaniu w zachodniej części Łazarza, na terenie jednostki pomocniczej Osiedle Św. Łazarz. Jest to jeden z największych parków w mieście (9,3 ha).

## Historia
W miejscu obecnego parku, w czasie Powszechnej Wystawy Krajowej znajdowało się wesołe miasteczko (m.in. hala Restauracja i Dancing). Na 1 września 1939 zaplanowano otwarcie tu parku ogólnodostępnego dla mieszkańców, który został praktycznie skończony. Niemcy zniszczyli jednak starannie wykończony obiekt, z zamiarem przeniesienia w to miejsce zoo, do czego nigdy nie doszło. W marcu 1945 urządzono tu lądowisko dla samolotów sanitarnych, zwożących rannych żołnierzy radzieckich z okolicznych pól bitewnych (szpital polowy urządzono w pobliskiej szkole przy ul. Jarochowskiego 1).

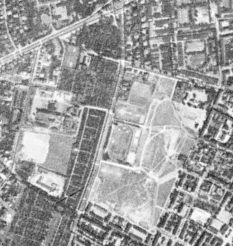
Obszar Poznania między kwadratem ulic Grunwaldzka – Ułańska, Jarochowskiego – Chociszewskiego – Promienista, sfotografowany przez satelitę wywiadowczego w 1965 r. Pośrodku rozległy plac ze boiskiem – przyszły Park Kasprowicza z halą Areny.

9 września 1945 na tutejszym stadionie odbył się Ogólnopolski Wieniec Żniwny Wici (dożynki). W uroczystościach udział wziął m.in. gen. Adam Nałęcz Nieniewski. 9 września 1951 w parku odbyły się Centralne Dożynki z udziałem prezydenta Bolesława Bieruta. Udział wzięło około 150.000 żniwiarzy, a w niebo wypuszczono 5000 białych gołębi. Korowód przemaszerował potem na Plac Mickiewicza (wówczas: Stalina).
Ponowne prace nad stworzeniem parku przeprowadzono w 1962, według projektu Bernarda Lisiaka. Przy budowie pracowali mieszkańcy Grunwaldu w czynie społecznym. Działania te upamiętniał nieistniejący już obelisk od strony ul. Wyspiańskiego.
W 2007 zorganizowano zamknięty konkurs urbanistyczny na zagospodarowanie parku, w którym zwyciężyła Pracownia Projektowa Wojciecha Kolesińskiego (m.in. Andrzej Kurzawski). W centrum założenia zrealizować miano krytą pływalnię i lodowisko zlokalizowane pod łukowatym dachem, który na kształt fali przechodzić miał przez park na osi północ-południe (dachy pokryć miała zieleń, zimą użytkowana jako tory saneczkowe). Od strony ul. Wyspiańskiego stanąć miały niewielkie biurowce, a od ul. Reymonta, w miejscu starego stadionu (trybuny spaliły się w 2010) – pięć wysokościowców z apartamentami. Dodatkowo odkryte baseny uległyby modernizacji. Projekt nigdy nie został zrealizowany. W 2014 mieszkańcy Łazarza zawiązali Kolektyw Kąpielisko i otworzyli na terenie parku ogród społeczny.
Obecnie (2019) w planach jest budowa krytego basenu z 25-metrowym torem, hali wrotkarskiej z torem o długości 200 metrów i szerokości 7,5 metra, a także boiska wrotkarskiego.

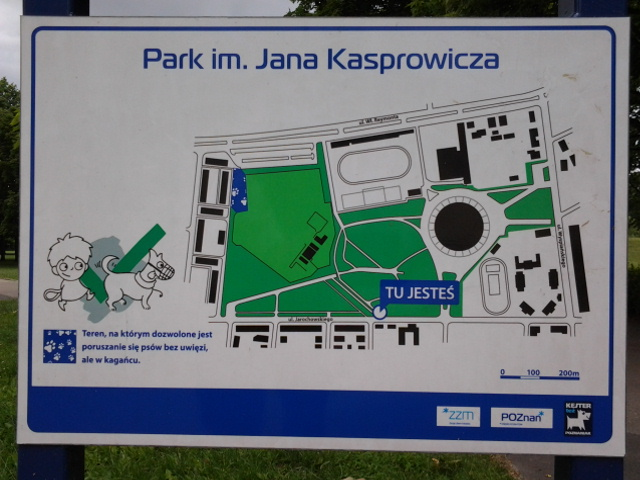
Plan parku

## Obiekty
Najważniejszą budowlą w parku jest hala widowiskowo-sportowa Arena na 6000 osób z 1974 (projekt – Jerzy Turzeniecki). Nawiązuje ona do rzymskiego Palazzetto dello Sport. Oprócz tego zlokalizowano tu kryte korty tenisowe i do squasha, szkółkę piłkarską Poznaniak i małą architekturę doby modernizmu.
W pobliżu znajduje się inny stary park – Park Manitiusa. Ponadto w niewielkiej odległości mieszczą się zabytki i osobliwości architektury: willa Paula Steinbacha, kościół św. Anny, Osiedle Chociszewskiego-Jarochowskiego, dawny klasztor Karmelitanek Bosych, szkoła przy ul. Jarochowskiego 1 wraz z dawnym Pawilonem Ceramiki Budowlanej PWK, czy Johow-Gelände.